# فرانس تيليفيزيون
فرانس تيليفيزيون (بالفرنسية:France Télévisions) هي مجموعة قنوات عمومية فرنسية تنتمي بنسبة 100 بالمائة إلى الدولة الفرنسية، يقع مقرها في باريس. تأسست في 7 سبتمبر 1992 من طرف هيرفي بورجي وتضم.
1. La Première - فرنسا 1
2. France 2 - فرنسا 2
3. France 3 - فرنسا 3
4. France 4 - فرنسا 4 (ملك لتلفزيون فرنسا بنسبة (89%))
5. France 5 - فرنسا 5 (ملك لتلفزيون فرنسا بنسبة (11%))
6. Arte France - أرتي فرنسا

## معرض صور

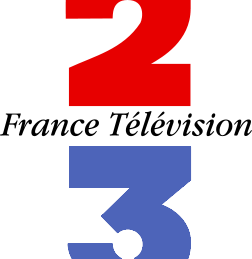
الشعار الأول من 1992 إلى 2000
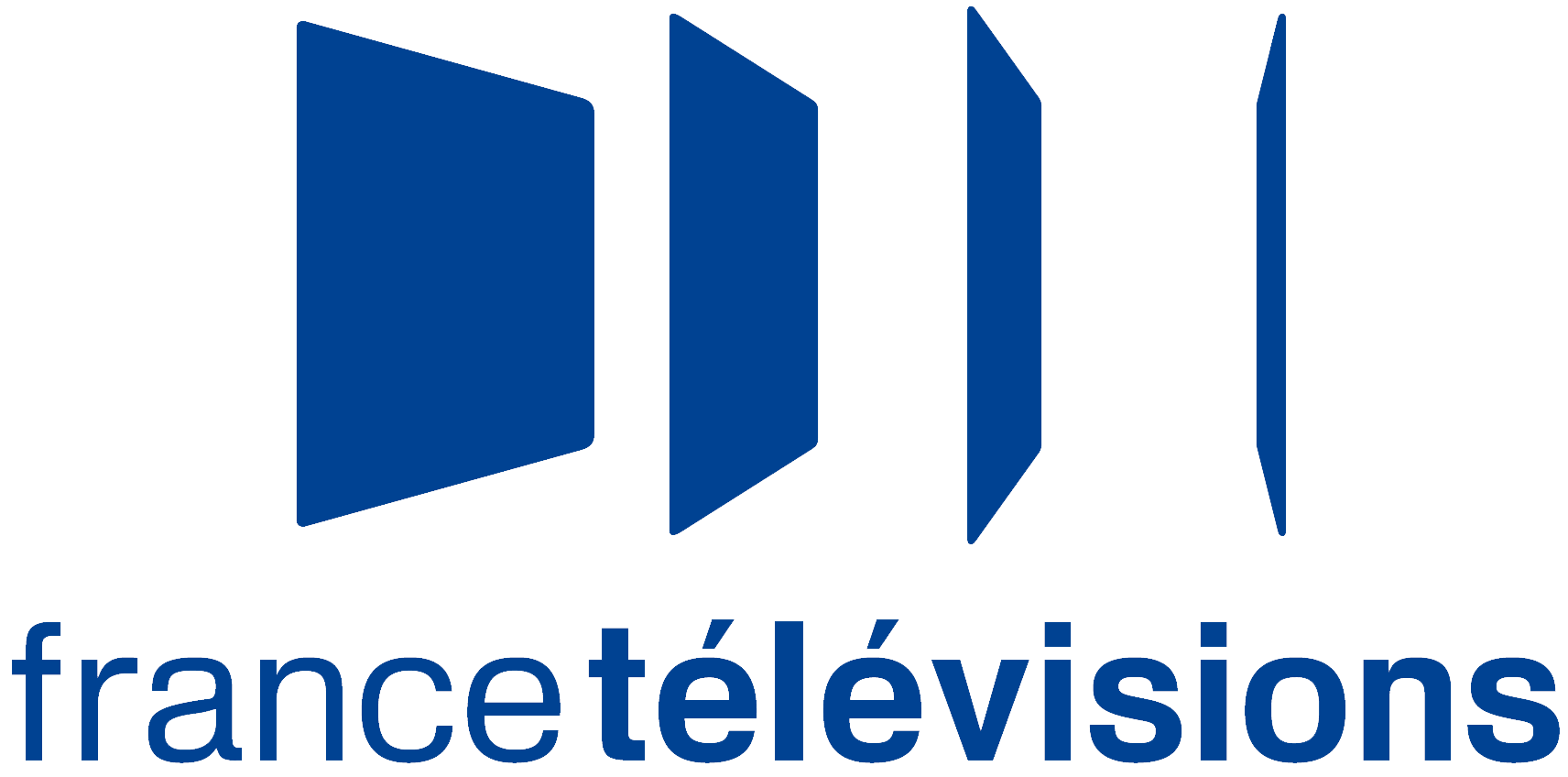
الشعار الثالث من 2002 إلى 2008
الشعار السادس من 2012 إلى 2018